# Sabiales
Classification APG II (2003)
Classification APWebsite
Ordre
Taxons de rang inférieur
- Voir le texte

Sabiales est un ordre végétal introduit par le Angiosperm Phylogeny Website et ne contentant que la famille Sabiaceae. Cette famille était placée par la classification APG II à la base des Dicotylédones vraies (Eudicots), c'est-à-dire sans ordre.